# Sahamadio (Farafangana)
Pour les articles homonymes, voir Sahamadio.
Sahamadio est une commune urbaine malgache située dans la partie nord de la région d'Atsimo-Atsinanana.